# Kabarett
Kabarett (pronúncia em alemão: [kabaˈʁɛt]; do Francês cabaret = taberna) é a revista satírica, uma forma de cabaré que se desenvolveu na França por Rodolphe Salis em 1881 como o cabaret artistique. Chamava-se Le Chat Noir e era centrado em eventos políticos e sátiras. Posteriormente, inspirou a criação dos locais Kabarett na Alemanha a partir de 1901, com a criação do Überbrettl em Berlim, e na Áustria, com a criação do Jung-Wiener Theatre zum lieben Augustin, localizado no Theater an der Wien. Na era de Weimar, em meados da década de 1920, era caracterizado pela sátira política e pelo humor negro. Compartilhava a atmosfera de intimidade característica com o cabaré francês de onde era importado, mas o humor negro era um aspecto alemão distinto.

## Diferença de outras formas
Kabarett é a palavra alemã para a palavra francesa cabaret, mas tem dois significados diferentes. O primeiro significado é o mesmo que em inglês, descrevendo uma forma de entretenimento com comédia, música, dança e teatro (frequentemente a palavra "cabaret" é usada em alemão para isso também para distinguir essa forma). Este último descreve uma espécie de sátira política. Ao contrário dos comediantes que zombam de todos os tipos de coisas, os artistas Kabarett (em em alemão:  Kabarettisten) orgulham-se de se dedicar quase inteiramente a temas políticos e sociais de natureza mais séria, que criticam por meio de técnicas como o cinismo, o sarcasmo e a ironia.

## História

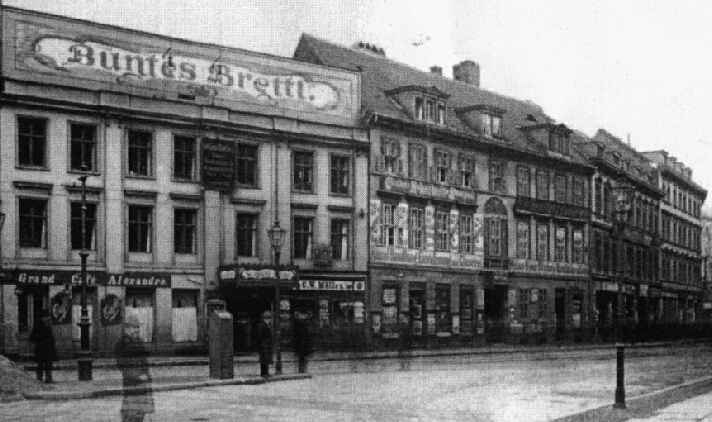
Überbrettl

O primeiro local do Kabarett foi o Le Chat Noir na França, fundado em 1880 por Rodolphe Salis. Posteriormente, inspirou locais semelhantes na Alemanha e na Áustria, como o " Überbrettl ", o primeiro local Kabarett (Berlim, 1901) na Alemanha e o "Jung-Wiener Theater zum lieben Augustin" em Viena.
Ernst von Wolzogen fundou em Berlim o primeiro cabaré alemão chamado Überbrettl (literalmente Superstage, um jogo de palavras sobre Übermensch, Superman de Friedrich Nietzsche), mais tarde conhecido como Buntes Theatre (teatro colorido), em janeiro de 1901. Na fundação do Überbrettl, von Wolzogen foi inspirado pelo romance Stilpe de Otto Julius Bierbaum, de 1897.
Em Munique, o Die Elf Scharfrichter foi cofundado por Otto Falckenberg e outros, em abril de 1901. Às vezes, é considerado o primeiro kabarett político.

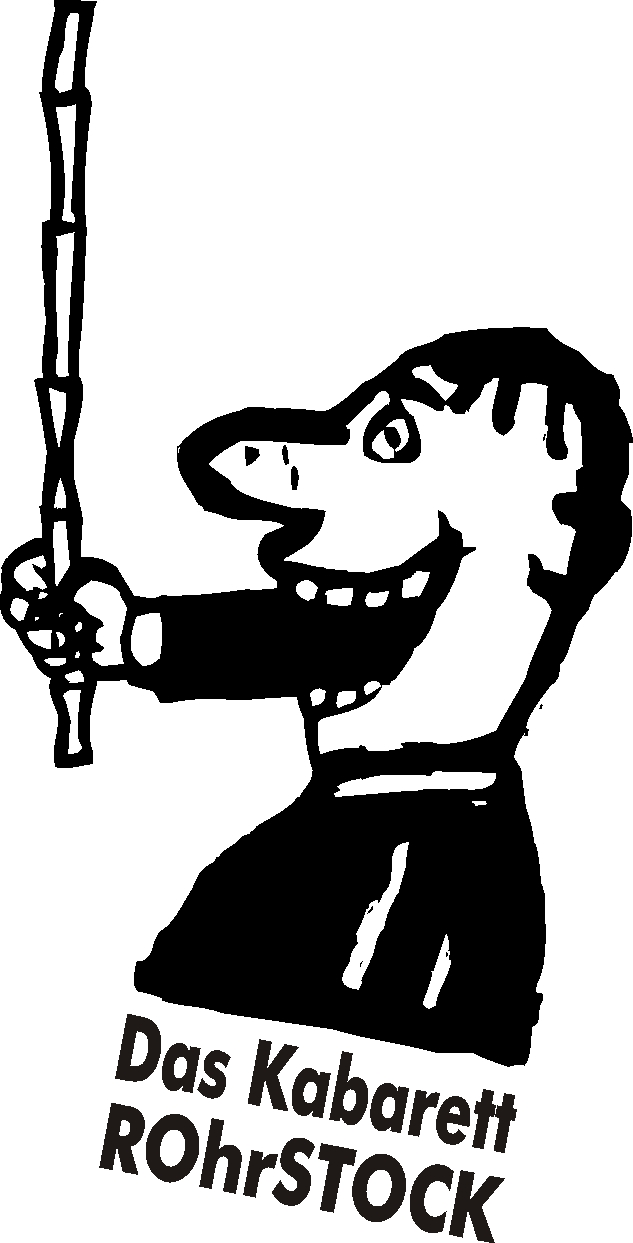
Kabarett ROhrSTOCK

Todas as formas de crítica pública foram proibidas por um censor nos cinemas do Império Alemão. Isso foi levantado no final da Primeira Guerra Mundial, permitindo aos artistas do kabarett lidar com temas sociais e desenvolvimentos políticos da época. Isso significa que o kabarett alemão realmente começou a florescer nas décadas de 1920 e 1930, trazendo todos os tipos de novos artistas de cabaré, como Werner Finck no Katakombe, Karl Valentin (falecido em 1948) no Wien-München, Fritz Grünbaum e Karl Farkas em o Kabarett Simpl em Viena e Claire Waldoff. Alguns de seus textos foram escritos por grandes figuras literárias como Kurt Tucholsky, Erich Kästner e Klaus Mann.
Quando o partido nazista chegou ao poder em 1933, eles começaram a reprimir essa crítica intelectual da época. Kabarett na Alemanha foi duramente atingido. (O musical da Broadway de Kander e Ebb, Cabaret, baseado no romance de Christopher Isherwood, Goodbye to Berlin, trata desse período.) Em 1935, Werner Finck foi brevemente preso e enviado para um campo de concentração; no final daquele ano, Kurt Tucholsky suicidou-se; e quase todos os artistas de kabarett de língua alemã fugiram para o exílio na Suíça, França, Escandinávia ou Estados Unidos.
Quando a guerra terminou, as potências ocupantes garantiram que o kabarett retratasse os horrores do regime nazista. Logo, vários programas de kabarett também lidavam com o governo, a Guerra Fria e o Wirtschaftswunder: Cabaret Ulenspiegel em Berlim, o cabaré universitário Tol (l) leranten em Mainz, o Kom (m) ödchen em Düsseldorf e o Münchner Lach- und Schießgesellschaft em Munique. Estes foram seguidos na década de 1950 pelo cabaré da televisão.
Na RDA, o primeiro palco de kabarett estatal foi inaugurado em 1953, Die Distel em Berlim. Foi censurado e teve que ser muito cuidadoso ao criticar o estado (1954: Die Pfeffermühle em Leipzig).
Na década de 1960, o kabarett da Alemanha Ocidental concentrava-se em Düsseldorf, Munique e Berlim. No final da década, o movimento estudantil de maio de 1968 dividiu a opinião sobre o gênero, pois alguns antigos artistas do kabarett foram vaiados do palco por fazerem parte do antigo estabelecimento. Na década de 1970, novas formas de kabarett se desenvolveram, como o programa de televisão Notizen aus der Provinz. No final da década de 1980, o kabarett era uma parte importante da crítica social, com um pequeno boom na época da reunificação alemã. No leste da Alemanha, os artistas do kabarett foram ficando cada vez mais ousados em suas críticas aos políticos desde 1989. Após a reunificação, novos problemas sociais, como o desemprego em massa, a privatização de empresas e as rápidas mudanças na sociedade, fizeram com que o número de cabarés aumentasse. Dresden, por exemplo, ganhou dois novos cabarés ao lado do popular Herkuleskeule.
Na década de 1990 e no início do novo milênio, o boom da comédia na televisão e no cinema e uma diminuição do interesse público pela política fizeram com que as audiências do kabaret na Alemanha diminuíssem. A fim de aumentar novamente o interesse, a Calçada da Fama do Cabaré em Mainz está homenageando celebridades selecionadas do cabaré; muitas celebridades do cabaré do passado são homenageadas por estrelas e a cada ano uma estrela viva é adicionada.
A partir de 1999, cabalistas políticos contemporâneos ativos e satíricos na Alemanha incluem: Urban Priol, Thomas Reis, Arnulf Rating, Heinrich Pachl, 3 Gestirn Köln 1, Bruno Jonas, Richard Rogler, Mathias Richling, Dieter Hildebrandt (falecido em 2013), Henning Venske, Matthias Beltz (falecido em 2002), Matthias Deutschmann e Volker Pispers.

## Outros artistas Kabarett notáveis
- Willy Astor
- Jürgen Becker
- Konrad Beikircher
- Martin Betz
- Gerhard Bronner
- Karl Dall
- Alfred Dorfer
- Gerd Dudenhöffer
- Max Ehrlich
- Karl Farkas
- Ottfried Fischer
- Lisa Fitz
- Egon Friedell
- Andreas Giebel
- Rainald Grebe
- Christoph Grissemann
- Fritz Grünbaum,
- Günter Grünwald
- Josef Hader
- Dieter Hallervorden
- Peter Hammerschlag
- Eckart von Hirschhausen
- Franz Hohler
- Jörg Hube
- Hanns Dieter Hüsch
- Georg Kreisler
- Reiner Kröhnert
- Maren Kroymann
- Frank Lüdecke
- Uwe Lyko
- Rolf Miller
- Wolfgang Neuss
- Maria Ney
- Michael Niavarani
- Dieter Nuhr
- Günther Paal
- Rainer Pause
- Erwin Pelzig
- Sissi Perlinger
- Gerhard Polt
- Andreas Rebers
- Lukas Resetarits
- Hagen Rether
- Helmut Schleich
- Wilfried Schmickler
- Werner Schneyder
- Georg Schramm
- Horst Schroth
- Serdar Somuncu
- Emil Steinberger
- Dirk Stermann
- Ludger Stratmann
- Mathias Tretter
- Max Uthoff
- Claus von Wagner
- Bodo Wartke
- Sigi Zimmerschied

## Espetáculos e locais notáveis do Kabarett
- Scheibenwischer
- Neues aus der Anstalt
- Notizen aus der Provinz
- Tol (l) leranten (Mainz)
- Kom (m) ödchen (Düsseldorf)
- Münchner Lach- und Schießgesellschaft (Munique)
- Herkuleskeule (Dresden)
- Mitternachtsspitzen (Colônia)
- Cabaret Ulenspiegel (Berlim)
- Pantheon-Theatre (Bonn)